# The Bridge (Ace of Base)
The Bridge è il secondo album degli Ace of Base. Il disco è stato pubblicato nel 1995 dall'etichetta discografica Mega.
Dall'album furono estratti i singoli Lucky Love, Beautiful Life, e Never Gonna Say I'm Sorry.

## Tracce
1. Beautiful Life – 3:41 (testo: Joker, John Ballard – musica: Jonas "Joker" Berggren)
2. Never Gonna Say I'm Sorry – 3:16 (Jonas "Joker" Berggren)
3. Lucky Love – 2:54 (testo: Joker, Billy Steinberg – musica: Jonas "Joker" Berggren)
4. Edge of Heaven – 3:54 (Ulf "Buddha" Ekberg, John Ballard, StoneStream)
5. Strange Ways – 4:16 (Linn)
6. Ravine – 4:40 (Jenny)
7. Perfect World – 3:56 (Ulf "Buddha" Ekberg, John Ballard, StoneStream)
8. Angel Eyes – 3:14 (testo: Jonas "Joker" Berggren – musica: Joker, Billy Steinberg)
9. Whispers in Blindness – 4:12 (Linn)
10. My Déjà vu – 3:22 (Jonas "Joker" Berggren)
11. You and I – 4:06 (testo: Joker, Billy Steinberg – musica: Jonas "Joker" Berggren)
12. Wave Wet Sand – 3:19 (Jenny)
13. Que Sera – 3:47 (Ulf "Buddha" Ekberg, John Ballard, StoneStream)
14. Just 'N' Image – 3:06 (Linn)
15. Lucky Love (Acoustic Version) – 2:54 (testo: Joker, Billy Steinberg – musica: Jonas "Joker" Berggren)
16. Experience Pearls – 3:59 (Jenny)
17. Blooming 18 – 3:38 (testo: Joker, Billy Steinberg – musica: Jonas "Joker" Berggren)

Durata totale: 62:14